# Minami-ku (Kyoto)
Minami-ku (南区?) è uno degli 11 quartieri della città di Kyoto, in Giappone.